# A Star Trek: Discovery epizódjainak listája
Ez a cikk a Star Trek: Discovery című sorozat epizódjait listázza.

## Évados áttekintés
| Évad | Évad | Epizódok | Eredeti sugárzás     | Eredeti sugárzás  | Eredeti adó    | Magyar sugárzás   | Magyar sugárzás   | Magyar adó  |
| Évad | Évad | Epizódok | Évadpremier          | Évadfinálé        | Eredeti adó    | Évadpremier       | Évadfinálé        | Magyar adó  |
| ---- | ---- | -------- | -------------------- | ----------------- | -------------- | ----------------- | ----------------- | ----------- |
|      | 1    | 15       | 2017. szeptember 24. | 2018. február 11. | CBS All Access | 2019. október 16. | 2019. október 16. |             |
|      | 2    | 14       | 2019. január 17.     | 2019. április 18. | CBS All Access | 2019. október 16. | 2019. október 16. |             |
|      | 3    | 13       | 2020. október 15.    | 2021. január 7.   | CBS All Access | 2020. október 16. | 2021. január 8.   |             |
|      | 4    | 13       | 2021. december 18.   | 2022. március 17. | Paramount+     | 2024. március 22. | 2024. március 22. | SkyShowtime |
|      | 5    | 10       | 2024. április 4.     | 2024. május 30.   | Paramount+     | 2024. április 5.  | 2024. május 31.   | SkyShowtime |

## 1. évad (2017-2018)
| Sor. | Év. | Cím                                                                                        | Rendező              | Író | Premier                                |
| ---- | --- | ------------------------------------------------------------------------------------------ | -------------------- | --- | -------------------------------------- |
| 1.   | 1.  | Vulkáni köszönés (The Vulcan Hello)                                                        | David Semel          | Történet: Bryan Fuller és Alex Kurtzman Tévéjáték: Akiva Goldsman és Bryan Fuller                                      | 2017. szeptember 24. 2019. október 16. |
| 2.   | 2.  | Csata a Két Csillagnál (Battle at the Binary Stars)                                        | Adam Kane            | Történet: Bryan Fuller Tévéjáték: Gretchen J. Berg és Aaron Harberts                                                   | 2017. szeptember 24. 2019. október 16. |
| 3.   | 3.  | A kontextus a királyoké (Context Is for Kings)                                             | Akiva Goldsman       | Történet: Bryan Fuller, Gretchen J. Berg és Aaron Harberts Tévéjáték: Gretchen J. Berg, Aaron Harberts és Craig Sweeny | 2017. október 1. 2019. október 16.     |
| 4.   | 4.  | A henteskés nem hallja a bárány sírását (The Butcher's Knife Cares Not for the Lamb's Cry) | Olatunde Osunsanmi   | Jesse Alexander és Aron Eli Coleite                                                                                    | 2017. október 8. 2019. október 16.     |
| 5.   | 5.  | Válaszd meg a fájdalmadat (Choose Your Pain)                                               | Lee Rose             | Történet: Gretchen J. Berg, Aaron Harberts és Kemp Powers Tévéjáték: Kemp Powers                                       | 2017. október 15. 2019. október 16.    |
| 6.   | 6.  | Felejtés (Lethe)                                                                           | Douglas Aarniokoski  | Joe Menosky és Ted Sullivan                                                                                            | 2017. október 22. 2019. október 16.    |
| 7.   | 7.  | Őrületbe kergetni egy józan embert (Magic to Make the Sanest Man Go Mad)                   | David M. Barrett     | Aron Eli Coleite és Jesse Alexander                                                                                    | 2017. október 29. 2019. október 16.    |
| 8.   | 8.  | Ha békét akarsz, készülj a háborúra (Si Vis Pacem, Para Bellum)                            | John S. Scott        | Kirsten Beyer | 2017. november 5. 2019. október 16.    |
| 9.   | 9.  | Tisztás az erdőben (Into the Forest I Go)                                                  | Chris Byrne          | Bo Yeon Kim és Erika Lippoldt                                                                                          | 2017. november 12. 2019. október 16.   |
| 10.  | 10. | Akarata ellenére (Despite Yourself)                                                        | Jonathan Frakes      | Sean Cochran | 2018. január 7. 2019. október 16.      |
| 11.  | 11. | Farkas álruhában (The Wolf Inside)                                                         | T. J. Scott          | Lisa Randolph | 2018. január 14. 2019. október 16.     |
| 12.  | 12. | Nagyra törő ambíció (Vaulting Ambition)                                                    | Hanelle M. Culpepper | Jordon Nardino | 2018. január 21. 2019. október 16.     |
| 13.  | 13. | A múlt csak a kezdet (What's Past Is Prologue)                                             | Olatunde Osunsanmi   | Ted Sullivan | 2018. január 28. 2019. október 16.     |
| 14.  | 14. | Háború kint és bent (The War Without, The War Within)                                      | David Solomon        | Lisa Randolph | 2018. február 4. 2019. október 16.     |
| 15.  | 15. | Fogd meg a kezem (Will You Take My Hand?)                                                  | Akiva Goldsman       | Történet: Akiva Goldsman, Gretchen J. Berg és Aaron Harberts Tévéjáték: Gretchen J. Berg és Aaron Harberts             | 2018. február 11. 2019. október 16.    |

## 2. évad (2019)
| Sor. | Év. | Cím                                                    | Rendező              | Író | Premier                             |
| ---- | --- | ------------------------------------------------------ | -------------------- | --- | ----------------------------------- |
| 16.  | 1.  | Fivér (Brother)                                        | Alex Kurtzman        | Ted Sullivan, Gretchen J. Berg és Aaron Harberts                                                        | 2019. január 17. 2019. október 16.  |
| 17.  | 2.  | Új éden (New Eden)                                     | Jonathan Frakes      | Történet: Akiva Goldsman és Sean Cochran Tévéjáték: Vaun Wilmott és Sean Cochran                        | 2019. január 24. 2019. október 16.  |
| 18.  | 3.  | Fénypont (Point of Light)                              | Olatunde Osunsanmi   | Andrew Colville                                                                                         | 2019. január 31. 2019. október 16.  |
| 19.  | 4.  | Egy obolosz Charonnak (An Obol for Charon)             | Lee Rose             | Történet: Jordon Nardino, Gretchen J. Berg és Aaron Harberts Tévéjáték: Alan McElroy és Andrew Colville | 2019. február 7. 2019. október 16.  |
| 20.  | 5.  | A tökéletlenség szentjei (Saints of Imperfection)      | David Barrett        | Kirsten Beyer                                                                                           | 2019. február 14. 2019. október 16. |
| 21.  | 6.  | A mennydörgés hangja (The Sound of Thunder)            | Douglas Aarniokoski  | Bo Yeon Kim és Erika Lippoldt                                                                           | 2019. február 21. 2019. október 16. |
| 22.  | 7.  | Fény és árnyak (Light and Shadows)                     | Marta Cunningham     | Történet: Ted Sullivan és Vaun Wilmott Tévéjáték: Ted Sullivan                                          | 2019. február 28. 2019. október 16. |
| 23.  | 8.  | Ha visszatérne az emlékezet (If Memory Serves)         | T. J. Scott          | Dan Dworkin és Jay Beattie                                                                              | 2019. március 7. 2019. október 16.  |
| 24.  | 9.  | A Daidalosz-projekt (Project Daedalus)                 | Jonathan Frakes      | Michelle Paradise                                                                                       | 2019. március 14. 2019. október 16. |
| 25.  | 10. | A Vörös Angyal (The Red Angel)                         | Hanelle M. Culpepper | Chris Silvestri és Anthony Maranville                                                                   | 2019. március 21. 2019. október 16. |
| 26.  | 11. | Az örök végtelen (Perpetual Infinity)                  | Maja Vrvilo          | Alan McElroy és Brandon Schultz                                                                         | 2019. március 28. 2019. október 16. |
| 27.  | 12. | Az árnyak völgyén át (Through the Valley of Shadows)   | Douglas Aarniokoski  | Bo Yeon Kim és Erika Lippoldt                                                                           | 2019. április 4. 2019. október 16.  |
| 28.  | 13. | Oly édes gyötrelem, 1. rész (Such Sweet Sorrow Part 1) | Olatunde Osunsanmi   | Michelle Paradise, Jenny Lumet és Alex Kurtzman                                                         | 2019. április 11. 2019. október 16. |
| 29.  | 14. | Oly édes gyötrelem, 2. rész (Such Sweet Sorrow Part 2) | Olatunde Osunsanmi   | Michelle Paradise, Jenny Lumet és Alex Kurtzman                                                         | 2019. április 18. 2019. október 16. |

## 3. évad (2020-2021)
| Sor. | Év. | Cím                                                  | Rendező              | Író                                                                              | Premier                               |
| ---- | --- | ---------------------------------------------------- | -------------------- | -------------------------------------------------------------------------------- | ------------------------------------- |
| 30.  | 1.  | A remény te vagy, 1. rész (That Hope Is You, Part 1) | Olatunde Osunsanmi   | Michelle Paradise, Jenny Lumet és Alex Kurtzman                                  | 2020. október 15. 2020. október 16.   |
| 31.  | 2.  | Távol az otthontól (Far from Home)                   | Olatunde Osunsanmi   | Michelle Paradise, Jenny Lumet és Alex Kurtzman                                  | 2020. október 22. 2020. október 23.   |
| 32.  | 3.  | A Föld népe (People of Earth)                        | Jonathan Frakes      | Bo Yeon Kim és Erika Lippoldt                                                    | 2020. október 29. 2020. október 30.   |
| 33.  | 4.  | Ne felejts el! (Forget Me Not)                       | Hanelle M. Culpepper | Alan McElroy, Chris Silvestri és Anthony Maranville                              | 2020. november 5. 2020. november 6.   |
| 34.  | 5.  | Ne add fel! (Die Trying)                             | Maja Vrvilo          | Történet: James Duff és Sean Cochran Tévéjáték: Sean Cochran                     | 2020. november 12. 2020. november 13. |
| 35.  | 6.  | Roncstelep (Scavengers)                              | Douglas Aarniokoski  | Anne Cofell Saunders                                                             | 2020. november 19. 2020. november 20. |
| 36.  | 7.  | Egyesítés III (Unification III)                      | Jon Dudkowski        | Kirsten Beyer                                                                    | 2020. november 26. 2020. november 27. |
| 37.  | 8.  | A menedék (The Sanctuary)                            | Jonathan Frakes      | Kenneth Lin és Brandon Schultz                                                   | 2020. december 3. 2020. december 4.   |
| 38.  | 9.  | Terra Firma, 1. rész (Terra Firma Part 1)            | Omar Madha           | Történet: Bo Yeon Kim, Erika Lippoldt és Alan McElroy Tévéjáték: Alan McElroy    | 2020. december 10. 2020. december 11. |
| 39.  | 10. | Terra Firma, 2. rész (Terra Firma Part 2)            | Chloe Domont         | Történet: Bo Yeon Kim, Erika Lippoldt és Alan McElroy Tévéjáték: Kalinda Vazquez | 2020. december 17. 2020. december 18. |
| 40.  | 11. | Su'Kal (Su'Kal)                                      | Norma Bailey         | Anne Cofell Saunders                                                             | 2020. december 24. 2020. december 25. |
| 41.  | 12. | Jön az ár... (There Is a Tide...)                    | Jonathan Frakes      | Kenneth Lin                                                                      | 2020. december 31. 2021. január 1.    |
| 42.  | 13. | A remény te vagy, 2. rész (That Hope Is You, Part 2) | Olatunde Osunsanmi   | Michelle Paradise                                                                | 2021. január 7. 2021. január 8.       |

## 4. évad (2021-2022)
| Sor. | Év. | Cím                                       | Rendező                             | Író                                             | Premier                              |
| ---- | --- | ----------------------------------------- | ----------------------------------- | ----------------------------------------------- | ------------------------------------ |
| 43.  | 1.  | Kobayashi Maru (Kobayashi Maru)           | Olatunde Osunsanmi                  | Michelle Paradise, Jenny Lumet és Alex Kurtzman | 2021. november 18. 2024. március 22. |
| 44.  | 2.  | Anomália (Anomaly)                        | Olatunde Osunsanmi                  | Anne Cofell Saunders és Glenise Mullins         | 2021. november 25. 2024. március 22. |
| 45.  | 3.  | Az életet választani (Choose to Live)     | Christopher J. Byrne                | Terri Hughes Burton                             | 2021. december 2. 2024. március 22.  |
| 46.  | 4.  | Minden lehetséges (All Is Possible)       | John Ottman                         | Alan McElroy és Eric J. Robbins                 | 2021. december 9. 2024. március 22.  |
| 47.  | 5.  | A példák (The Examples)                   | Lee Rose                            | Kyle Jarrow                                     | 2021. december 16. 2024. március 22. |
| 48.  | 6.  | Viharos időjárás (Stormy Weather)         | Jonathan Frakes                     | Anne Cofell Saunders és Brandon Schultz         | 2021. december 23. 2024. március 22. |
| 49.  | 7.  | ...csak a csatlakozás (...But to Connect) | Lee Rose                            | Terri Hughes Burton és Carlos Cisco             | 2021. december 30. 2024. március 22. |
| 50.  | 8.  | Mindent bevetni (All In)                  | Christopher J. Byrne és Jen McGowan | Sean Cochran                                    | 2022. február 10. 2024. március 22.  |
| 51.  | 9.  | Rubicon (Rubicon)                         | Andi Armaganian                     | Alan McElroy                                    | 2022. február 17. 2024. március 22.  |
| 52.  | 10. | A galaktikus határ (The Galactic Barrier) | Deborah Kampmeier                   | Anne Cofell Saunders                            | 2022. február 24. 2024. március 22.  |
| 53.  | 11. | Rosetta (Rosetta)                         | Jeff Byrd és Jen McGowan            | Terri Hughes Burton                             | 2022. március 3. 2024. március 22.   |
| 54.  | 12. | A 10-C faj (Species Ten-C)                | Olatunde Osunsanmi                  | Kyle Jarrow                                     | 2022. március 10. 2024. március 22.  |
| 55.  | 13. | Hazatérés (Coming Home)                   | Olatunde Osunsanmi                  | Michelle Paradise                               | 2022. március 17. 2024. március 22.  |

## 5. évad (2024)
| Sor. | Év. | Cím                                          | Rendező               | Író                                 | Premier                             |
| ---- | --- | -------------------------------------------- | --------------------- | ----------------------------------- | ----------------------------------- |
| 56.  | 1.  | Vörös Direktíva (Red Directive)              | Olatunde Osunsanmi    | Michelle Paradise                   | 2024. április 4. 2024. április 5.   |
| 57.  | 2.  | Az ikerholdak alatt (Under the Twin Moons)   | Doug Aarniokoski      | Alan McElroy                        | 2024. április 4. 2024. április 12.  |
| 58.  | 3.  | Jinaal (Jinaal)                              | Andi Armaganian       | Kyle Jarrow és Lauren Wilkinson     | 2024. április 11. 2024. április 12. |
| 59.  | 4.  | Szemközt az ismeretlennel (Face the Strange) | Lee Rose              | Sean Cochran                        | 2024. április 18. 2024. április 19. |
| 60.  | 5.  | Tükrök (Mirrors)                             | Jen McGowan           | Johanna Lee és Carlos Cisco         | 2024. április 25. 2024. április 26. |
| 61.  | 6.  | Füttyszó (Whistlespeak)                      | Christopher J. Byrne  | Kenneth Lin és Brandon A. Schultz   | 2024. május 2. 2024. május 3.       |
| 62.  | 7.  | Erigah (Erigah)                              | Jon Dudkowski         | M. Raven Metzner                    | 2024. május 9. 2024. május 10.      |
| 63.  | 8.  | Labirintusok (Labyrinths)                    | Emmanuel Osei-Kuffour | Lauren Wilkinson és Eric J. Robbins | 2024. május 16. 2024. május 17.     |
| 64.  | 9.  | Lagrange-pont (Lagrange Point)               | Jonathan Frakes       | Sean Cochran és Ari Friedman        | 2024. május 23. 2024. május 24.     |
| 65.  | 10. | Az élet maga (Life, Itself)                  | Olatunde Osunsanmi    | Kyle Jarrow és Lauren Wilkinson     | 2024. május 30. 2024. május 31.     |